# Силети
Силети (Силеты, Селеты; каз. Сілеті) — река в Казахстане. Впадает в озеро Селетытениз. Относится к бассейну Иртыша.

## География
Начинается на севере Казахского мелкосопочника у впадин села Бозайгыр. Течёт на северо-восток по Западно-Сибирской равнине по территории Акмолинской, Павлодарской и Северо-Казахстанской областей и впадает в озеро Селетытениз.
Длина — 407 км, площадь водосбора — 18500 км². Ширина долины в верховьях 500—700 м, в некоторых местах 1,5—2 км. Русло шириной 40—50 м, иногда 120—500 м. Среднегодовой расход воды у села Бестогай 5,8 м³/сек. Берега крутые. Питание снеговое. Замерзает в октябре — ноябре, вскрывается в марте — апреле. Летом мелеет. Основные притоки: Коянды, Акжар, Жартас, Кедей, Шолаккарасу, Шиили.

## Селетинское водохранилище
В 1966 году в 133 км от устья реки построено Селетинское водохранилище, регулирующее сток реки. Насыпная дамба длиной 1800 м включает 100-метровую железобетонную часть, высота насыпи 33 метра. Длина водохранилища — 40 км, объём воды — 270 млн м³. Служит для водоснабжения города Степногорска и Целинного горнохимического комбината. Находится в 70 км от Степногорска.